# Howe (Texas)
Howe is een plaats (town) in de Amerikaanse staat Texas, en valt bestuurlijk gezien onder Grayson County.

## Demografie
Bij de volkstelling in 2000 werd het aantal inwoners vastgesteld op 2478.
In 2006 is het aantal inwoners door het United States Census Bureau geschat op 2717, een stijging van 239 (9,6%).

## Geografie
Volgens het United States Census Bureau beslaat de plaats een oppervlakte van
10,0 km², geheel bestaande uit land. Howe ligt op ongeveer 217 m boven zeeniveau.

## Plaatsen in de nabije omgeving
De onderstaande figuur toont nabijgelegen plaatsen in een straal van 16 km rond Howe.